# Miss Naufragée et les Filles de l'île
Pour plus de détails, voir Fiche technique et Distribution.

Miss Naufragée et les Filles de l'île (Miss Cast Away ou Miss Cast Away and the Island Girls) est un film comique américain de série B écrit et réalisé par Bryan Michael Stoller.
Parmi les acteurs, on retrouve Eric Roberts, Charlie Schlatter, Brande Roderick et surtout le chanteur Michael Jackson. Apparaissent également Jerry Lewis, Bob Denver, Pat Morita, et Bernie Kopell.

## Synopsis
Au début du film, un avion transportant des participants à un concours de beauté s'écrase sur une île déserte. Le Capitaine Maximus Powers (Eric Roberts) et son copilote Mike Saunders (Charlie Schlatter) doivent s'occuper de leurs passagers, tout en évitant les dangereux Jurassic Pork (des porcs préhistoriques géants) et un groupe de grands singes occupés à construire l'arche de Noé.
C'est alors que l'agent MJ (Michael Jackson) arrive, ayant été envoyé par le Vatican pour les manipuler au bénéfice de ce dernier.

## Fiche technique
genre : comédie

## Distribution
- Eric Roberts : capitaine Maximus Powers
- Charlie Schlatter : Mike Saunders
- Joyce Giraud : Julie
- Stuart Pankin : Noah
- Evan Marriott : Joe Millionaire
- Michael Jackson : agent MJ

### Participations-figurations
Le metteur en scène  Bryan Michael Stoller a été en mesure d'obtenir la participation-figuration (en anglais, caméos) d'acteurs célèbres, tels que Jerry Lewis, Pat Morita et Bernie Kopell.
Les scènes où joue Michael Jackson ont été filmées à Neverland, lieu de résidence de Michael Jackson.

## Production de films et de sortie
Bryan Michael Stoller a reçu l'autorisation de tourner des scènes de Michael Jackson au Ranch de Neverland. Il a ensuite dit que c'était excitant d'avoir un privilège aussi rare. Il a fini le tournage dans les temps malgré des perturbations. Dans une interview de MTV, il dit :

« C'est sa maison. Tout cela est normal pour lui qu'il y ait un train en marche autour de la propriété, a rappelé le directeur, il y a eu une interruption bruyante qui apparaît dans les bonus du DVD. [Une autre fois,] ses collaborateurs nous ont apporté de la soupe, nous étions là en train de parler, et là, ces deux éléphants se promenaient à l'extérieur. Michael a continué à boire sa soupe comme si de rien n'était, je me tourne vers lui, je le regarde et il n'a même pas porté attention aux éléphants !! »

Le film devait sortir en salles à l'été 2004, mais les problèmes juridiques de Michael ont commencé et les distributeurs du film hésitaient à sortir le film. Le réalisateur Stoller a expliqué dans un communiqué : « Nous faisons en sorte de mettre les choses en attente. C'est une honte parce que Jackson a une vision étonnante. » La date de sortie du film a été également mise en doute en raison des inquiétudes des dirigeants de 20th Century Fox que le titre fût trop semblable du film à succès de Tom Hanks Seul au monde (Cast Away).
Le film a été présenté dans trois festivals du film en 2004, a été diffusé à la télévision en Russie en 2005, et a finalement été sorti en DVD aux États-Unis en juillet 2005.

## Réception
Les avis sur le film furent négatifs. Une critique dans le Washington Post le jugea comme étant « un méli-mélo disjoint des frères Zucker - comédie de style et de fantaisie-aventure ». L'auteur va plus loin en ajoutant que les fans de « cinéma schlock » ne devraient pas acheter le film sur DVD mais pourraient le louer pour le regarder.
Jonathan Hickman, dans sa critique du Einsiders site, est plus tendre envers le film. Il dit : « À mon grand plaisir, le film est cohérent et s'attache consciemment jusqu'à la fin à maintenir son histoire originale de manière cohérente et à la mener à une conclusion loufoque. »